# Kostio de War
Lyska Kostio de Warkoffska, auch Lyska Kostio  (* 20. April 1896 in Baku, Russisches Kaiserreich, heute Aserbaidschan; † 13. März 1986 in Boulogne-Billancourt, Frankreich), war eine französische Modedesignerin. 1935 gründete sie in Paris das Modehaus Kostio de War, das auf hochwertige Strick- und Häkelwaren spezialisiert war.

## Leben

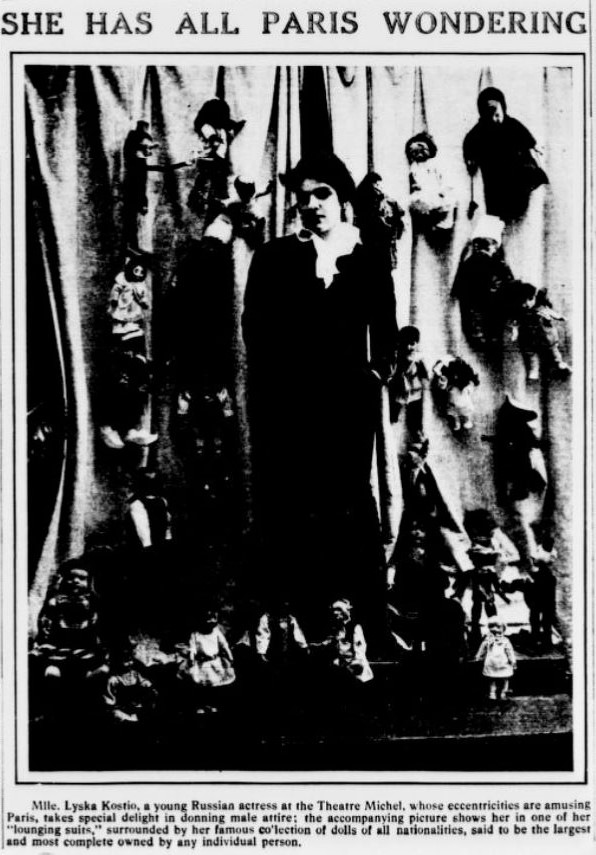
Mlle. Lyska Kostio mit ihrer Puppensammlung in Paris (Artikel in The Sun, New York, 26. Juli 1914)

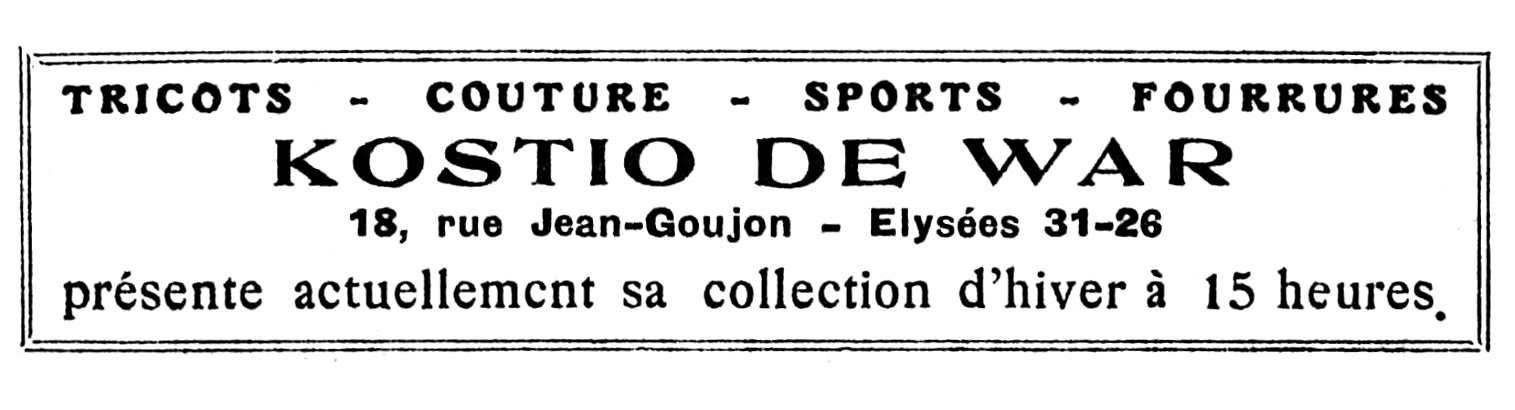
Zeitungsannonce für die erste Boutique in der Rue Jean-Goujon, Paris (Anzeige in Le Figaro (seit 1826 als Satireblatt, seit 1866 als Tageszeitung), Ausgabe vom 3. August 1935)

Lyska Kostio de Warkoffska war die Tochter von Serge de Warkoffska und Pétronille Geluyckens. Um 1913 wurde „die kleine Baronin“ (französisch la petite baronne), die „sehr hübsche Russin“ (französisch fort jolie russe)  oder Mlle Lyska Kostio, wie sie sich bis 1918 nannte, durch die Schauspielerin Louise Balthy in die Pariser High Society der Belle Époque eingeführt. Am 4. Februar 1914 gab sie ihr Debüt im Théâtre Michel, das sich noch heute in der 38, rue des Mathurins befindet. In der Revue La Sans-Gêne von Robert Dieudonné und René Bussy spielte sie neben Balthy die Rolle der Lisoy. Die Revue erlebte über 20 Aufführungen. Schon ein Jahr zuvor hatte sie Aufmerksamkeit erregt, indem sie mit der späteren Filmschauspielerin Jacqueline Forzane den flanierenden Gang des „Bauch nach vorne, Regenschirm unterm Arm“ (französisch ventre en avant et du parapluie sous le bras)  an der Promenade von Deauville exerzierte.
In einer Ausgabe der Tageszeitung The Sun aus New York erschien eine Fotografie, die sie mit ihrer Puppensammlung zeigt, mit der sie sich auch regelmäßig in der Öffentlichkeit präsentierte. Man nannte sie auch die Königin des Tango die die Wände ihrer Wohnung in der Avenue du Bois einreißen ließ, um einen großen Tanzsaal entstehen zu lassen. Als Anfang August 1914 die Generalmobilmachung angeordnet wurde, verwandelte sich ihr Tanzsaal in ein Lazarett, in dem sie mit ihrer Bediensteten Kriegsrekonvaleszenten zwischen bemalten Tafeln von Leon Bakst pflegte. Am 2. Juni 1919 kam ihre Tochter Vanina zur Welt. Fünf Jahre später, am 30. Juli 1924 wurde in der Pariser Tageszeitung Le Figaro die Verlobung mit Baron Jehan de Tinan Neyevelt bekannt gegeben, aber erst am 4. November 1940 kam es in Cannes zur Heirat mit Christian Charles Raymond Aymar de Rivals-Mazères, einem Nachkommen von Jean Racine. Aus dieser Ehe gingen keine Kinder hervor.
Mitte 1935 eröffnete sie an der Adresse 18, rue Jean-Goujon im 8. Arrondissement von Paris ihr erstes Modegeschäft unter dem Namen Kostio de War. In einer Anzeige des Figaro warb sie für Strickwaren, Couture, Sportbekleidung und Pelze (französisch Trickots, Couture, Sports, Fourrures). 1938 zog das Geschäft in die 108, rue Lauriston, im 16. Arrondissement. Im selben Jahr trennte sie sich von der Société de War. Ihre Tochter Vanina begann mit eigenen Kreationen auf sich aufmerksam zu machen und übernahm das Geschäft in der Rue Jean Goujon.
Für die Schauspielerinnen Simone Renant, Betty Daussmond, Jany Holt und Germaine Bréty entwarf Kostio de War die Kostüme. Das Theaterstück Baignoir B ou Toute la vérité von Maurice Diamant Berger wurde im Théâtre de Marigny im Frühjahr 1939 aufgeführt.
Für den Hauptdarsteller Marcel Dalio in Jean Renoirs Film Die Spielregel von 1939 entwarf sie die Garderobe, unter anderem ein eng geschnittenes Sakko mit Rückenriegel.
Während der deutschen Besatzungszeit hielt sie sich an der Côte d’Azur und in Biarritz an der Atlantikküste auf. Mit Modehäusern wie Worth, Heim und Henry à la Pensée organisierte sie Modeschauen wie zum Beispiel im Casino von Cannes. Nach der Befreiung von Paris Ende August 1944 zog Kostio de Wars Modegeschäft in den 5. Stock eines Wohnhauses der 14, rue Clement-Marot im 8. Arrondissement.
1952 stattete sie als Gewandmeisterin den Film Der geheimnisvolle Brief (Lettre ouverte) von Alex Joffé aus.
Ihre letzte Boutique befand sich bis zu ihrem Tod in der Avenue Marceau, die das 8. mit dem 16. Arrondissement verbindet.
Kostio de War starb am 13. März 1986 im Alter von 89 Jahren im Hôpital Ambroise-Paré in Boulogne-Billancourt.

## Schaffen
Ihre Kollektionen strahlen Einfallsreichtum und Liebe zu kleinen Details aus. Ihre gestrickten oder gehäkelten Modelle kombinierte sie mit ungewöhnlichen Komponenten, wodurch sich ihre Kollektionen von denen anderer Modeschöpfer abhoben.

« Le tricot a depuis longtemps conquis ses titres de noblesse, et son élégance ne fait que croître lorsqu’il est traité par Kostio de War. »

„Die Strickware ist längst in den Adelstand erhoben worden, und sie gewinnt an Eleganz, wenn sie aus der Hand von Kostio de War stammt.“

« Une broderie or et bleu (un pot de tulipes) fait à la fois poches et ornement très raffiné. Boutons de métal or, écharpe de fils d'or... C'est jeune, Classic et très personnelle... Ces qualités, tous les costumes de Mme Kostio de War les contiennent. »

„Eine gold-blaue Stickerei (ein Topf mit Tulpen) bildete sowohl Taschen als auch ein sehr edles Ornament. Knöpfe aus Goldmetall, Schal aus Goldfaden... Es ist jung, klassisch und sehr persönlich... Dies sind Eigenschaften, die in jedem Kostüm von Frau Kostio de War zu finden sind.“

So entstanden eng anliegende Abendkleider, gefertigt aus goldenen oder silbernen Garnen. Je nach Schnitt und Material strahlten diese Modelle die glitzernde Anmut einer Meerjungfrau oder die glühende Unerschrockenheit einer Jeanne d’Arc aus. Ein solches Abendkleid existiert heute noch im Victoria and Albert Museum in London. Ein schlichteres Exemplar aus Kupfergarn befindet sich in den Sammlungen des Musée des Arts décoratifs in Paris.

« Et des robes du soir, tricots de soie, mêlés à l'or ou l'argent, robes très simples, mais néanmoins d'aspect presque féerique. L'on se penche pour voir de près, pour palper la matière... on hésite... on hésite, et l'on est forcé de se rendre à l'évidence : ce miracle, c'est simplement du tricot. »

„Und Abendkleider, aus gestrickter Seide, vermengt mit Gold oder Silber, sehr einfache Kleider, aber dennoch mit feenhafter Anmutung. Man bückt sich, um genau hinzusehen, um den Stoff zu fühlen... man zögert ... man zögert weiter, und man ist genötigt, sich dem Offensichtlichen zu stellen: dieses Wunder ist einfach nur gestrickt.“

Aber auch Smokings, Jacken, Hüte, Schals und Mützen, Sportbekleidung für Fahrradfahrerinnen, Bademode und Handschuhe waren Bestandteil ihrer Kollektionen. Anfang 1937 fand Kostio de War ein kleines Album mit Strickmustern von 1830, die sie aufgriff und in die Gestaltung ihrer eigenen Muster einfließen ließ. Ihre Modelle und Accessoires waren von Hand gestrickt oder gehäkelt, und die Oberflächen des Materials der Mäntel und Jacken konnten so fein gestrickt sein, dass sie wie gewebter Stoff aussahen. Ihre Kollektionen wurden in diversen Modemagazinen wie Officiel de la Mode, Elle, Marianne, Femina, Excelsior und Vogue veröffentlicht.
Die Modelle ihrer Kollektionen wurden von Fotostudios wie dem Studio Franz, Studio Juliette Lasserre, Studio Waroline oder Studio Anzon fotografiert. Es lassen sich auch Aufnahmen von Dora Maar und Jean Moral finden. Von Madame d’Ora existieren nicht nur Modeaufnahmen, sondern auch etliche Porträts.
Zu den Weggefährten Kostio de Wars, die die Pariser Mode zwischen 1930 und 1950 prägten, gehörten Modeschöpfer wie Anny Blatt, Elsa Schiaparelli, Vera Borea, Lola Prusac, Jean Patou, so wie auch Coco Chanel, Jeanne Lanvin, Marcel Rochas, Roger Worth und Jacques Heim. Zu ihren Kunden und Trägern ihrer Modelle gehörten Gary Cooper, Greta Garbo, Yves Montand, Jean Marais, Louis Jouvet, Claude Dauphin, Annabella und Suzy Solidor.
2017 wurde die Maison de War durch Kostio de Wars Urenkelin Sayana Gonzalez wiedereröffnet.